# Степенной закон вязкости жидкостей
Степенной закон вязкости жидкости — это соотношение для неньютоновских жидкостей, согласно которому напряжение сдвига τ даётся формулой
{\displaystyle \tau =K\left({\frac {\partial u}{\partial y}}\right)^{n}},
где:
- K — это коэффициент густоты потока (в СИ единицей измерения служит Па·сn),
- ∂u/∂y — градиент скорости вдоль оси, перпендикулярной к плоскости сдвига слоёв жидкости (в СИ измеряется в с−1)
- n — показатель поведения жидкости (безразмерный).

Величина
{\displaystyle \mu _{\operatorname {eff} }=K\left({\frac {\partial u}{\partial y}}\right)^{n-1}}
представляет собой кажущуюся или эффективную вязкость как функцию градиента скорости (в СИ измеряется в Па·с).
Известен также как степенной закон Оствальда-де Ваале. Это соотношение удобно для расчётов в силу своей простоты, но оно лишь приближённо описывает поведение реальных неньютоновских жидкостей. Например, при n меньших единицы, степенной закон предсказывает, что эффективная вязкость должна беспредельно уменьшаться при увеличении градиента скорости, становясь равной нулю, когда градиент скорости стремится к бесконечности, и с другой стороны, вязкость должна была бы стремиться к бесконечности, когда жидкость находится в покое. Однако реальные жидкости имеют максимум и минимум эффективной вязкости, которые зависят от законов физической химии на молекулярном уровне. Существуют также другие модели, которые лучше описывают внутреннее поведение жидкостей, зависящее от градиента скорости, однако эта повышенная точность достигается в ущерб простоте. Поэтому степенной закон продолжает использоваться для описания поведения жидкостей, позволяя делать математические предсказания, хорошо согласующиеся с экспериментальными данными.
Жидкости, поведение которых описывается степенным законом, могут быть подразделены на три разных типа жидкостей, в зависимости от их показателя поведения:
| n  | Тип жидкостей         |
| <1 | Псевдопластические    |
| 1  | Ньютоновские жидкости |
| >1 | Дилатантные жидкости  |